# Louvor Eletro Acústico 2
Louvor Eletro Acústico, também chamado de Eletro Acústico 2 é o segundo álbum ao vivo do cantor cristão Paulo César Baruk e o sétimo de sua carreira, lançado em 2008. Assim como o primeiro volume da série, o trabalho foi gravado em parceria com a Banda Salluz.
Eletro Acústico 2 foi indicado à categoria "Melhor Álbum Independente" no Troféu Talento.

## Faixas
1. Incalculável
2. Como é Bom
3. Hoje me Alegrarei
4. Não há outro Lugar
5. A Ti que me amou assim
6. Tua Palavra
7. Cantai ao Senhor
8. Há Poder
9. Juntos
10. Deus Está
11. Mais que uma Voz
12. Medley Black
13. Jardim da Inocência